# Азорский университет
Азорский университет (порт. Universidade dos Açores) — общественный университет в Португалии. Расположен на Азорском автономном регионе, в муниципалитете Понта-Делгада. Основан 9 января 1976 года. Подчиняется Министерству науки, технологии и высшего образования. Имеет три кампуса: основной в Понта-Делгаде, и два специализированных — в Ангра-ду-Эроишму и Орте. Имеет магистратуру и аспирантуру. При университете действуют ряд исследовательских институтов и центров: биотехнологий, прикладной экономики, физико-технический и т.д. Аббревиатура — UAç. 

## История

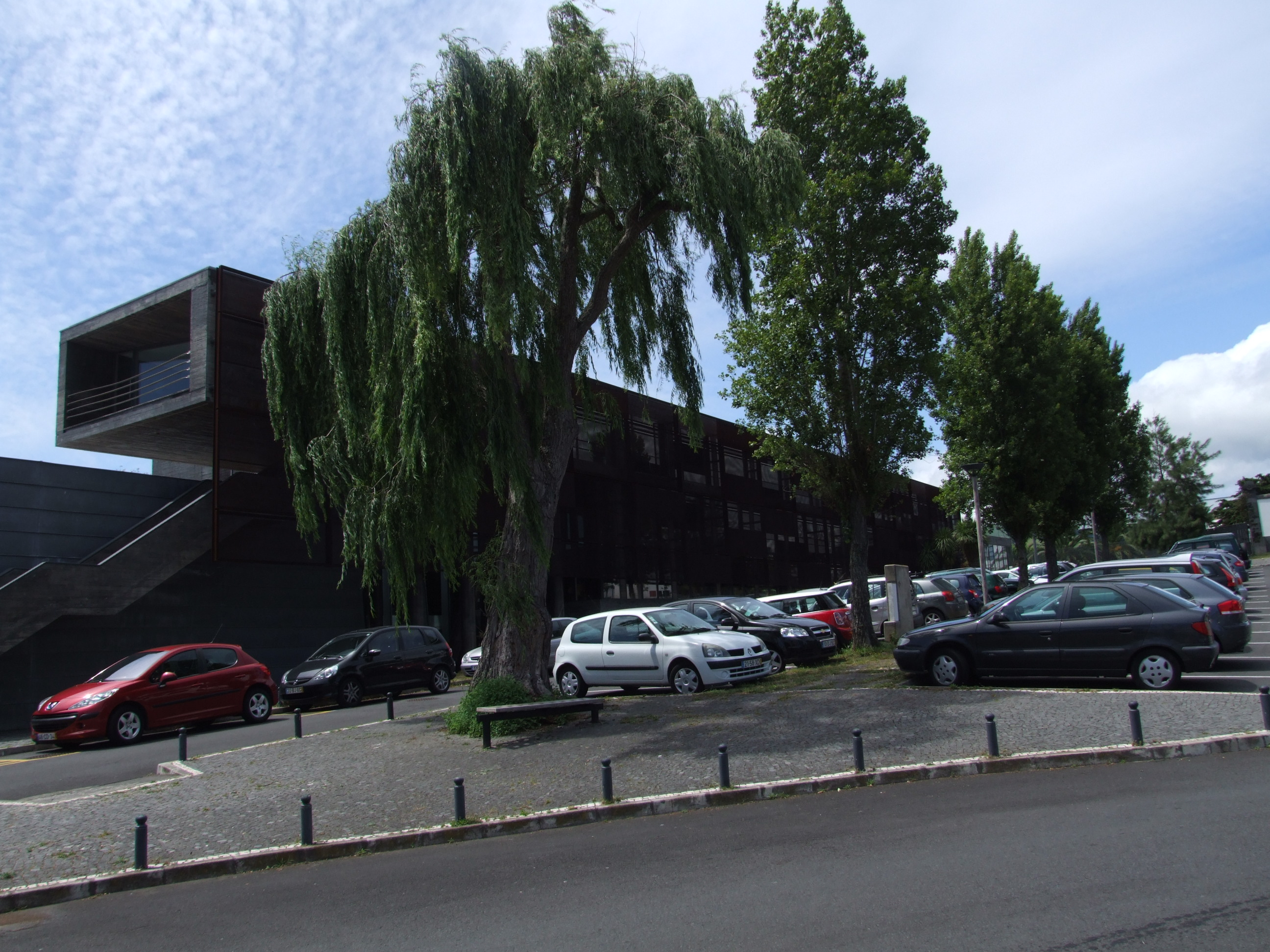
Университетская библиотека в кампусе Понта-Делгада

Создание Азорского университет возникло в период автономной политики, связанной с сепаратистскими движениями, возникшими во второй половине 1975 года. События, последовавшие за Революцией гвоздик, создали условия, необходимые для создания университета. Из-за уровня академического беспорядка на континенте, который вынудили закрыть многие университеты, несколько более богатых семей отправили своих детей в США или Канаду, чтобы они могли завершить учебу. Именно в этот послереволюционный период обсуждалась идея создания местного высшего учебного заведения. Небольшая группа ученых и элиты исследовала альтернативы, чтобы снизить затраты, расстояния и уменьшить влияние централизации национального правительства. Именно в это время центральное правительство предложило создать университетский центр.
Приказом министерства 414/75 от 14 октября 1975 года была создана рабочая группа для обсуждения вопросов и поиска решений. 9 января 1976 года был обнародован Указ 5/76 о создании Университетского учреждения Азорских островов в атмосфере регионализации, которая способствовала созданию местных/региональных учреждений, ответственных за обучение, исследования, культурное развитие и общественное развитие. Цель Закона заключалась в том, чтобы отреагировать на процесс демократизации, развивающийся в период после Революции гвоздик, и позволить установить региональное равновесие между континентом и региональными институтами. 25 июля 1980 года с обнародованием Декрета-закона 252/80 официально было учреждено высшее учебное заведение, которое сообщество стало называть Азорским университетом. В 2003 году проректором университета стал Рикарду Сантуш.

## Факультеты

### Понта-Делгада
- Биологический факультет
- Педагогический факультет
- Факультет технологических наук и развития
- Факультет экономики и управления
- Факультет наук о земле
- Факультет истории, философии и общественных наук
- Факультет языков и современной литературы
- Математический факультет

### Ангра-ду-Эроишму
- Факультет агрономических наук

### Орта
- Факультет океанологии и рыбоведения

## Исследовательские центры
- Биотехнологический центр Азорских островов
- Центр прикладных экономических исследований Атлантики
- Центр физико-технологических исследований
- Центр зарубежной истории
- Центр инноваций и устойчивого развития в области проектирования и строительства
- Центр сельскохозяйственных исследований и технологий Азорских островов
- Центр вулканологии и оценки геологической опасности
- Центр предпринимательства Азорского университета